# Ichiyanagi Yugo
Ichiyanagi Yugo (一柳 夢吾 Ichiyanagi Yūgo, sinh ngày 2 tháng 4 năm 1985 ở Tokyo) là một cầu thủ bóng đá người Nhật Bản.

## Thống kê sự nghiệp câu lạc bộ
Cập nhật đến ngày 23 tháng 2 năm 2017.
| Thành tích câu lạc bộ | Thành tích câu lạc bộ | Thành tích câu lạc bộ | Giải vô địch | Giải vô địch | Cúp                   | Cúp                   | Cúp Liên đoàn | Cúp Liên đoàn | Châu lục | Châu lục  | Tổng cộng | Tổng cộng |
| Mùa giải              | Câu lạc bộ            | Giải vô địch          | Số trận      | Bàn thắng    | Số trận               | Bàn thắng             | Số trận       | Bàn thắng     | Số trận  | Bàn thắng | Số trận   | Bàn thắng |
| Nhật Bản              | Nhật Bản              | Nhật Bản              | Giải vô địch | Giải vô địch | Cúp Hoàng đế Nhật Bản | Cúp Hoàng đế Nhật Bản | Cúp Liên đoàn | Cúp Liên đoàn | AFC      | AFC       | Tổng cộng | Tổng cộng |
| --------------------- | --------------------- | --------------------- | ------------ | ------------ | --------------------- | --------------------- | ------------- | ------------- | -------- | --------- | --------- | --------- |
| 2003                  | Tokyo Verdy 1969      | J1 League             | 6            | 1            | 0                     | 0                     | 0             | 0             | -        | -         | 6         | 1         |
| 2004                  | Tokyo Verdy 1969      | J1 League             | 0            | 0            | 0                     | 0                     | 0             | 0             | -        | -         | 0         | 0         |
| 2005                  | Sagan Tosu            | J2 League             | 15           | 0            | 1                     | 0                     | -             | -             | -        | -         | 16        | 0         |
| 2006                  | Tokyo Verdy 1969      | J2 League             | 13           | 0            | 0                     | 0                     | -             | -             | 0        | 0         | 13        | 0         |
| 2007                  | Tokyo Verdy 1969      | J2 League             | 8            | 0            | 1                     | 0                     | -             | -             | -        | -         | 9         | 0         |
| 2008                  | Vegalta Sendai        | J2 League             | 16           | 0            | 2                     | 0                     | -             | -             | -        | -         | 18        | 0         |
| 2009                  | Vegalta Sendai        | J2 League             | 18           | 2            | 3                     | 0                     | -             | -             | -        | -         | 21        | 2         |
| 2010                  | Vegalta Sendai        | J1 League             | 8            | 0            | 1                     | 0                     | 1             | 0             | -        | -         | 10        | 0         |
| 2011                  | Fagiano Okayama       | J2 League             | 20           | 0            | 1                     | 0                     | -             | -             | -        | -         | 21        | 0         |
| 2012                  | Fagiano Okayama       | J2 League             | 12           | 0            | -                     | -                     | -             | -             | -        | -         | 12        | 0         |
| 2012                  | Matsumoto Yamaga FC   | J2 League             | 0            | 0            | 1                     | 0                     | -             | -             | -        | -         | 1         | 0         |
| 2013                  | FC Ryukyu             | JFL                   | 24           | 2            | 0                     | 0                     | -             | -             | -        | -         | 24        | 2         |
| 2016                  | Thespakusatsu Gunma   | J2 League             | 15           | 0            | 1                     | 0                     | -             | -             | -        | -         | 16        | 0         |
| Tổng cộng sự nghiệp   | Tổng cộng sự nghiệp   | Tổng cộng sự nghiệp   | 155          | 5            | 11                    | 0                     | 1             | 0             | 0        | 0         | 167       | 5         |